# Clédat & Petitpierre
 (avril 2025).
Clédat & Petitpierre est un couple d'artistes plasticiens, metteurs en scène, performers et chorégraphes français, formé par Yvan Clédat et Coco Petitpierre.

## Biographie
Yvan Clédat et Coco Petitpierre se rencontrent en 1986. Ils signent ensemble ou séparément la scénographie et les costumes de plus de 150 spectacles (Sophie Perez, Olivier Martin-Salvan, Xavier Leroy,  Alban Richard, Philippe Quesne...), et produisent leurs premières œuvres communes au début des années 2000. Le duo est représenté par la galerie ACDC à Bordeaux jusqu'en 2014, puis par la Galerie Far West, à Penmarc'h.
En 2004, ils initient leur série des « sculptures à activer »,, des formes monumentales et poétiques qu’ils habitent eux-mêmes dans des performances silencieuses. Ces œuvres peuvent également être participatives et conçues pour l’espace public, comme la Parade moderne (2013) ou Vénus Parade (2022). La performance Les Baigneurs (2015),, les met en scène dans deux grandes poupées de tulle.
Suivent les spectacles Bataille (2016, avec le duo Delgado Fuchs), Ermitologie (2017) avec Erwan larcher et Sylvain Riéjou, Les Merveilles (2020), ou encore Poufs aux sentiments (2022), avec Sylvain Prunenec et Ruth Childs, rôle repris ensuite par Raphaëlle Delaunay).
En 2018, ils conçoivent un solo sur-mesure pour Olivier Martin-Salvan, inspiré des représentations mythologiques du dieu Pan.
En 2023, ils conçoivent une installation monumentale pour la galerie des enfants du Centre Pompidou, intitulée Les Plantamouves, en collaboration avec Soa Ratsifandrihana et Max Ricat, accueillant plus de 107 000 visiteurs.
En 2024, ils réalisent une commande pérenne pour le Museo Nazionale della Scienza e della Tecnologia Leonardo da Vinci à Milan.
En 2025, ils mettent en scène et signent les décors et costumes de l’opéra-ballet baroque Le Carnaval de Venise d’André Campra, salué par la critique (Direction Camille Delaforge),,

## Esthétique
Clédat & Petitpierre développe un univers onirique et métaphorique, entre art plastique, chorégraphie et théâtre visuel. Le corps est souvent transformé, masqué ou enchâssé dans des dispositifs sculpturaux,. Selon Télérama, leur art « évoque un bestiaire fantastique et décalé, entre fête, étrangeté et poésie visuelle ».

## Principales œuvres et performances
- Les aubes sont navrantes (2007)
- Helvet Underground (2009) Musée M
- La Parade moderne (2013) Foire internationale d'art contemporain
- Abysse (2014) Théâtre de la Cité internationale
- Les Baigneurs (2015) Musée du Léman
- Bataille (2016)[12]Le Centquatre
- Ermitologie (2017) Théâtre Nanterre Amandiers
- Panique ! (2018)[16] Halle aux grains
- Les Merveilles (2020) Théâtre de la Cité internationale
- Funny Game (2011, recréation 2022) Le Triangle - Rennes
- Vénus parade (2022) Les Tombées de la nuit
- Poufs aux sentiments (2022) Rencontres chorégraphiques internationales de Seine-Saint-Denis
- Les Plantamouves (2023)[25]Centre national d'art et de culture Georges-Pompidou
- Les Tutomouves (2024) Centre national de danse contemporaine
- Le beaux chantier (2024) Musée des sciences et des techniques Léonard de Vinci
- Les Songes d'Angèle (2024) Antre Peaux
- Le Carnaval de Venise (2025) Opéra de Rennes

## Diffusion et production
Leur travail est présenté en France et dans une vingtaine de pays, en Europe, Amérique et Asie (Chine, Japon, Taïwan, Corée, Singapour).
Ils sont conventionnés par le Ministère de la Culture – DRAC Bretagne et sont artistes associés au Théâtre, Scène nationale de Mâcon pour les saisons 2025-2028.
Ils sont accompagnés en production par le bureau Les Indépendances.

## Réception critique
Leur travail est salué par de nombreux médias nationaux :
- Libération : "Un monde plastique, burlesque et poétique"[28].
- Libération : "La poésie d'un nouveau quotidien"[29]
- Le Monde : "Un  Carnaval de Venise séduisant et poétique"[19]
- Beaux Arts : "Un langage singulier pétri d’humour et de poésie"[20].
- Ouest France : "La folle poésie de Clédat & Petitpierre"[30]

## Publication
2010 Clédat & Petitpierre. Texte jean-Yves Jouannais, Edition Galerie Duchamp  (ISBN 978-2-912922-71-7)